# Poco Leok
Poco Leok és un volcà que es troba a la part occidental de l'illa de Flores, Indonèsia. El cim s'eleva fins als 1.675 msnm. L'estratovolcà es troba dins una caldera més antiga d'origen incert. Es desconeix quan va tenir lloc la darrera erupció, tot i que les estimacions parlen del Quaternari. Als vessants del volcà hi ha diverses fonts termals, fumaroles i volcans de fang.